# Легран, Клод Жюст Александр
Клод Жюст Александр Луи Легран (фр. Claude Juste Alexandre Louis Legrand; 1762—1815) — французский военный деятель, дивизионный генерал (1799 год), граф (1808 год), пэр (1814 год), сенатор (1813 год), участник революционных и наполеоновских войн. Имя генерала выбито на Триумфальной арке в Париже. Похоронен в Пантеоне.

## Биография

### Происхождение

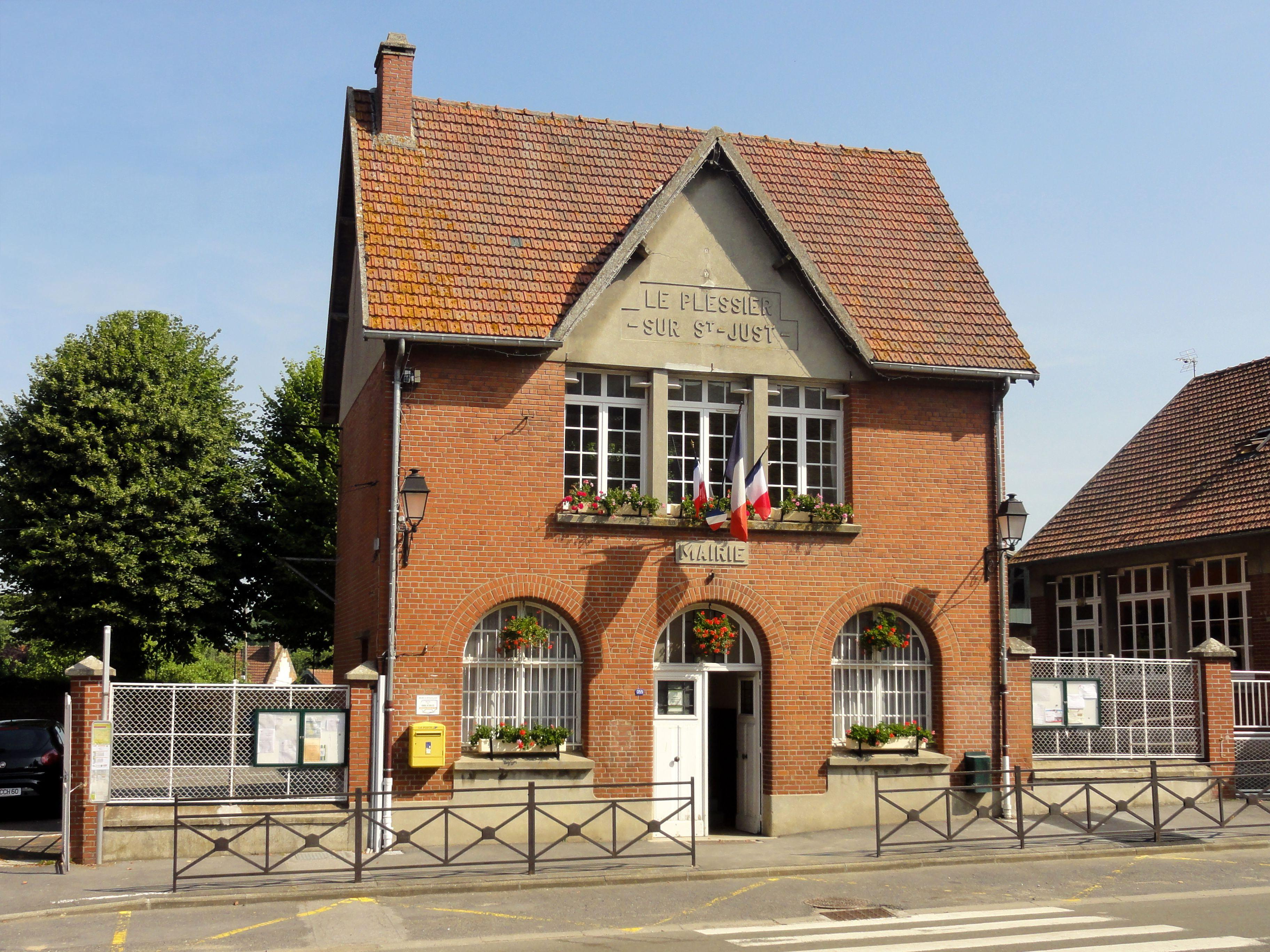
Мэрия Ле Плессье-сюр-Сен-Жюста

Родился в Ле Плессье-сюр-Сен-Жюсте, с населением менее 500 человек, в семье зажиточного крестьянина Клода Леграна (фр. Claude Legrand; 1727–1776) и его супруги Марии Мино (фр. Marie Magdeleine Minot; 1734–1764). У Александра было три брата. Старший Пьер (фр. Pierre Charles Legrand; 1748–1816) работал на местной почте, а младшие – Валантен (фр. Just Valentin Legrand; 1763—1830) и Шарль (фр. Charles François Legrand; 1763—1799) также сделали военную карьеру и впоследствии выполняли функции адъютантов Александра.

### Начало военной карьеры

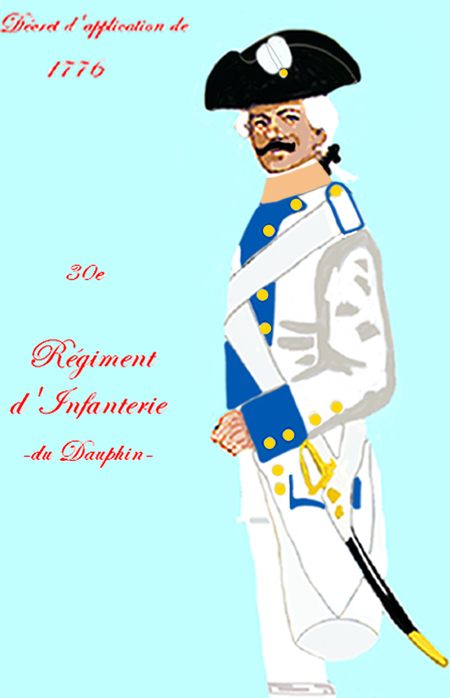
Форма полка Дофина

Рано став сиротой, Легран 16 марта 1777 года, в 15 лет, записался добровольцем в пехотный полк Дофина которым командовал полковник Антуан д’Обержон, граф Мюринэ. 3 февраля 1781 года произведён в капралы, а 1 января 1782 года – в сержанты. 1 июня 1786 года он получил чин старшего сержанта и разрешение на женитьбу. Именно тогда он поселился в Меце, где занялся торговлей. 15 февраля 1790 года женился на Жанне Веско (фр. Jeanne Vesco; 1766–1804). В браке родился единственный сын Шарль (фр. Charles Legrand; 1790–1808), который был пажом Императора и погиб 2 мая 1808 года в Мадриде в звании младшего лейтенанта 13-го кирасирского полка.

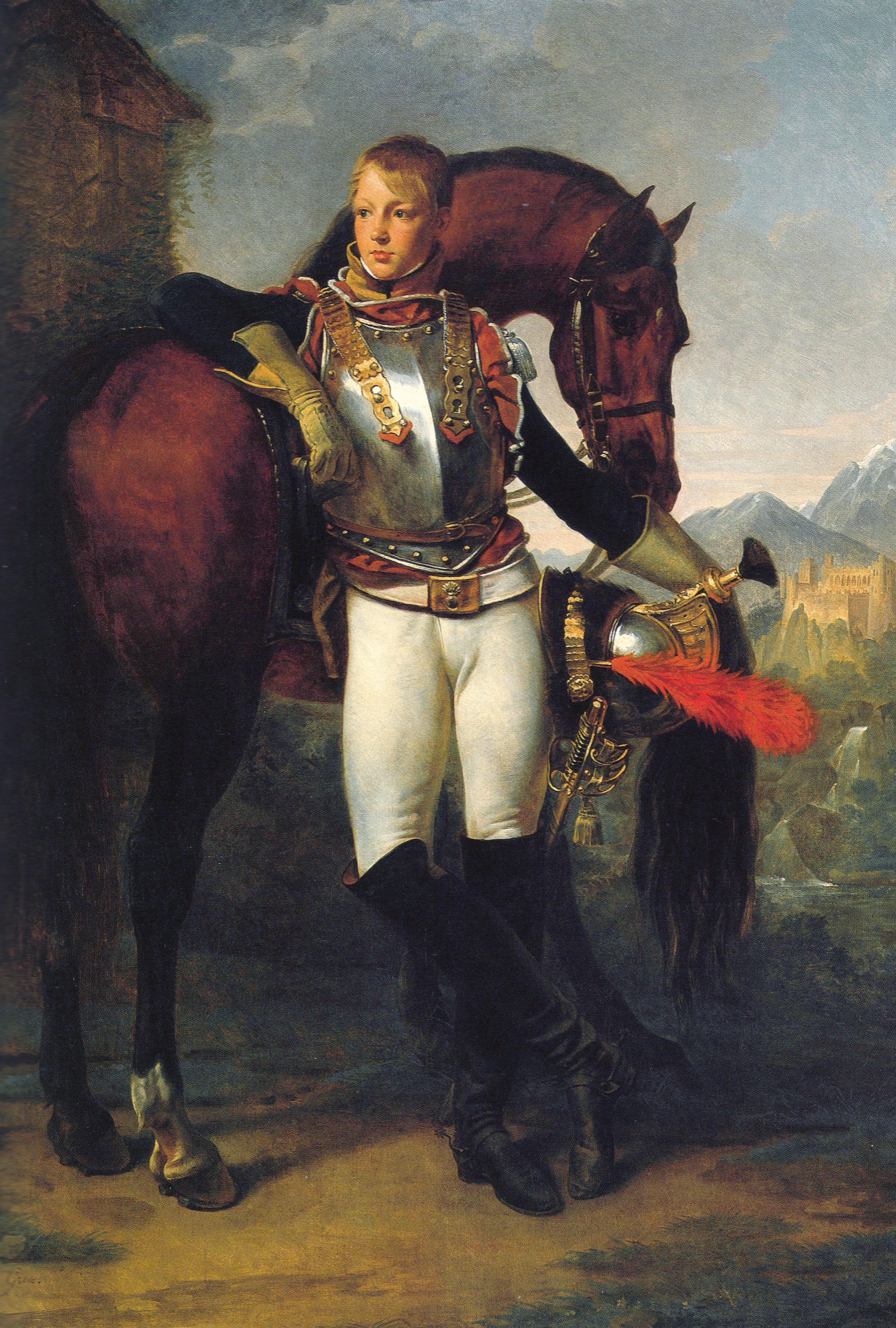
Картина Гро, «Portrait du second lieutenant Charles Legrand», 1809-10 годы

### Служба в годы Революции
Вскоре его лояльность и откровенность завоевали ему уважение новых соотечественников. Полагая, что он выплатил свой долг родине, он лишь стремился жить в мире в своей семье, когда грянула Революция. Все французы были призваны защищать границы. Александр вступил солдатом в Национальную гвардию Меца. Это важное в его жизни событие произошло 1 мая 1790 года. Первую возможность отличиться Легран получил в деле у Нанси в августе 1790 года, где он захватил орудие, заряженное картечью, в тот момент, когда канонир уже собирался произвести выстрел. В этом бою, где все бойцы его отряда численностью 30 человек были ранены или убиты, Легран получил четыре лёгких ранения.
5 марта 1792 года, в соответствии с порядками, царившими в то время во французской армии, его избрали подполковником 4-го батальона волонтеров Мозеля (в который входила национальная гвардия Меца). По поручению правительства занимался инспекцией части войск Мозеля в 1792 году, после чего отправился со своим корпусом в Нанси. Вернувшись в Мец, ему было поручено вести капитулировавший французский гарнизон Майнца в Вандею. По возвращении в Париж он доложил о своей миссии военному министру Бушоту. За эти действия 20 сентября 1793 года он был произведён в бригадные генералы. В дальнейшем заслужил репутацию храброго воина и мудрого администратора. Служил в Самбро-Маасской армии. 18 апреля 1794 года проявил себя при Арлоне. 10 июня 1794 года был зачислен в дивизию Шампионне. 26 июня 1794 года в битве при Флёрюсе он сражался с большим отличием. Когда фланги армии, вынужденные отступить, частично форсировали Самбру, он защищал в центре с четырьмя батальонами и ротой лёгкой пехоты деревню Эппиньи, трижды атакованную в тот день превосходящими силами. Он сохранил этот важный пункт, нанёс противнику значительные потери, дал французской армии время для возобновления наступления и тем самым способствовал победе в сражении, которое оставалось неопределенным до шести часов вечера. С этого времени его жизнь представляла собой не что иное, как череду трудов, сражений и блестящих успехов.
Кампания 1795 года началась для Леграна с переправы через Рейн. С частью гренадеров 7-й дивизии форсировал реку у Дюссельдорфа посреди ночи с 3 на 4 сентября. Только что взошедшая луна позволяла противнику видеть все передвижения французов. При виде флотилии австрийцы направляют на неё огонь всех своих батарей. Леграну не терпится увидеть себя в схватке с врагом, он бросается в воду с криком: «Товарищи, за мной!» Его гренадеры, наэлектризованные его примером, бросаются за ним. Атака удалась, французский генерал смело наступает на австрийцев, удивлённых такой дерзостью, сбивает 2000 человек, стоявших лагерем за бухтой Ханхайм, захватывает батарею из 7 орудий, защищавших устье Эрфта, быстро идёт и 6 сентября занимает Дюссельдорф, где берёт в плен 2000 человек, которые составляют гарнизон этого места. Эта дерзкая операция была завершена менее чем за семь часов. Главком армии Журдан в своём докладе Конвенту о форсировании Рейна выразился так: «Поведение генерала Леграна и его бесстрашие выше всяких похвал».
Кампания года 1796 года в Германии предоставила ему новые возможности отличиться. 17 августа генерал Шампионне отдал ему приказ проскользнуть с двумя батальонами 92-й полубригады и эскадроном драгун в ущелья Ниссаса, чтобы попытаться обойти австрийцев слева через Вольсфельд. Достигнув выхода из ущелья, Легран оказался в Лайнхоффене, столкнувшись с превосходящим противником, защищённым грозной артиллерией. Понимая опасность своего положения, французский генерал осторожно приостановил свой марш в небольшом лесу, где австрийцы пытались его окружить, яростно отражал их атаки и удерживал свои позиции, пока генерал Шампионне не пришёл, чтобы освободить его. Он даёт новые доказательства мужества наступлению на высоты Поперг и Лансфельд, где противник отброшен к Ампергу, что облегчает захват Касселя генералом Бонно. В своём письме к Директории из Зальцбаха Журдан писал: «Войска сражались с беспримерным бесстрашием. Бригадные генералы Дамас, Легран, Клейн и Ней дали новое доказательство своего мужества и таланта. Потери австрийцев были значительными». Во время той же кампании генерал Легран во главе двенадцати пехотных рот вторично переправился через Рейн у Вайсентурма, напротив Нойвида, выбил австрийцев из их окопов, нанёс им значительные потери и сдерживал их атаки до тех пор, пока не был перекинут мост через реку. 6 июля 1797 года у Вюрцбурга, его бригада, рассредоточенная на площади в 9 км, была окружена 3000 лошадей и 10000 пехотинцев. Французский генерал, поражённый неминуемой опасностью, быстро собрал своих солдат, решительно атаковал врага, прорвался сквозь его колонны, с величайшим упорством вёл отступление и защищал кавалерию армии, разбитую ранее.
В 1797 году австрийцы численностью 1200 человек, переправившись через Рейн у Нойдорфа, атаковали бригаду генерала Леграна, рассредоточенную от места впадения реки Лан в Нойвик. Генерал спешно собрал две роты гренадеров и 25 драгун, двинулся навстречу неприятелю, с порывом атаковал его, сбросил в реку и взял 400 пленных.
12 января 1798 года он был переведён в Армию Англии.  Война, приостановленная в переговорами в Раштатте, возобновляется в 1799 году с ещё большей яростью между Францией и Австрией. 9 января 1799 года его перевели в дивизию Гувьона-Сен-Сира в составе Рейнской армии. 21 марта сражался у Пфуллендорфа. 24 марта в бою у Липтингена под Леграном пять лошадей были убиты или ранены, а его младший брат Шарль был убит снарядом рядом с ним. 25 марта дрался при Штокахе.
20 апреля 1799 года произведён в дивизионные генералы и 30 апреля принял командование над 2-й дивизией левого крыла Дунайской армии, стоявшей на правом берегу Рейна, и разместил свой штаб в Корке, напротив форта Кель. Вынужденный временно удалиться в Страсбург, чтобы восстановить своё здоровье, подорванное усталостью войны, он едва начал выздоравливать, когда в конце мая генерал Массена призвал его в Гельветскую армию и поручил ему 7-ю дивизию. 19 июня 1799 года переведён в Армию Нижнего Рейна. Легран вернулся на правый берег Рейна, как только противник укрепился в долине Кинцига. 4 июля одержал победу при Ренхене. 6 июля превосходящие силы атаковали Леграна по всей линии: они вышли долиной Кинцига, долиной Эрбаха, направляясь на Оберкирх, Оффенбург и Аттенгейм. Французские аванпосты, подвергшиеся неожиданному нападению, были вынуждены покинуть Оффенбург и отступить в лес Ноймюль, в нескольких милях от Келя. Подкреплённый свежими войсками, генерал Легран немедленно возобновил наступление, оттеснил противника к Оффенбургу, опрокинул его после упорнейшего боя и вернул город французам. Однако 9 июля был вновь выбит из Оффенбурга. В ноябре 1799 года служил под началом Делаборда.

### Кампания 1800 года
15 мая 1800 года Легран возглавил 2-ю дивизию на левом фланге корпуса генерала Сен-Сюзанна. С ней он отличился 16 мая при Эрбахе, где выдержал удар австрийской армии и 22 мая в бою у Дельмензингена. 1 июня переведён в корпус генерала Ришпанса. С 12 ноября в составе корпуса Гренье. 1 декабря сражался при Ампфинге. 3 декабря вновь был в центре событий при Гогенлиндене. Пока центральные дивизии сражались на фронте у одноимённого города, эрцгерцог Фердинанд, следовавший по левому берегу Изена во главе восемнадцати батальонов, четырёх кавалерийских полков и 15 артиллерийских орудий, уже готовился обойти лес Опирехлинг для захвата редута Эрдинген, чтобы перерезать коммуникации французов с Мюнхеном, отбросить их назад и нейтрализовать успехи, добытые центром. Генерал Легран, поняв замыслы эрцгерцога, немедленно дал сигнал к бою. Его войска стремительно ринулись на неприятеля, разбили их, захватив 3000 человек, 4 орудия и заставили его в беспорядке отступить в долину Дорсен, где на следующий день взяли ещё 1500 человек. После этого австрийцы уже были не способны остановить победоносный марш Рейнской армии; левое крыло, форсировав Зальцу, частью у Лауссена, частью у Рург-Хауссена, достигло дороги на Рику, блокировало Браунау, двинулось на Шердинг и после форсированного марша заняло Вельс. Генерал Легран, командовавший авангардом, по пути взял в плен более 1200 человек.

### На административной работе
После Люневильского мира, 18 июля 1801 года его назначили командующим 27-м военным округом в Турине в Пьемонте. Он доказал, что умело соединяет таланты генерала с не менее ценными качествами администратора. Как только он прибыл в Турин, он восстановил там неорганизованные службы, очистил дороги от наводнивших их разбойников и сумел сделать французское имя лелеемым и уважаемым благодаря мудрости своих мер и твёрдости своего характера. 27 февраля 1802 года он оставил активную службу, но уже 26 марта 1803 года был определён на должность генерального инспектора пехоты.

### Во главе знаменитой дивизии

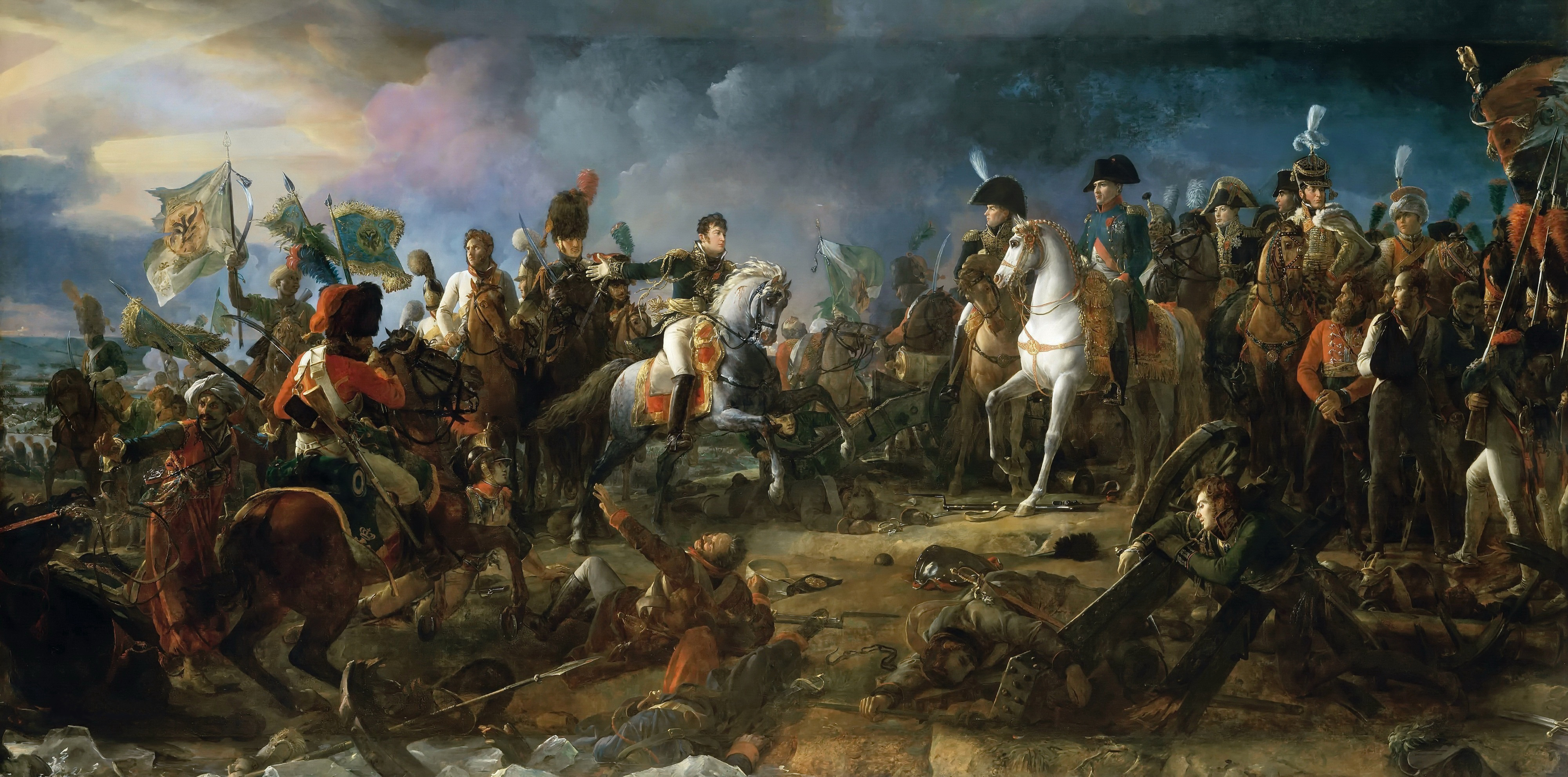
Картина Франсуа Жерара «Наполеон I в битве при Аустерлице»

29 августа 1803 года возглавил 3-ю пехотную дивизию в лагере Сент-Омер Армии Берегов Океана. 29 августа 1805 года дивизия стала частью 4-го корпуса Великой армии, вверенного заботам маршала Сульта. В ходе 1-й австрийской кампании опытный солдат и толковый командир Александр Легран в полной мере проявил свои замечательные личные качества и способности. Принимал активное участие в окружении австрийцев под Ульмом. Затем был среди сил, преследовавших войска Кутузова. 16 ноября дрался с арьергардом Багратиона у Холлабрунна. Особенно отличился при Аустерлице, где на его дивизию, действовавшую на крайне правом фланге французов, была возложена сложнейшая задача сковать основные наступающие силы русско-австрийских войск, и дать время двум другим дивизиям корпуса сокрушить центр армии союзников. С одной бригадой Мерля продержался десять часов в дефиле Тельниц и Сокольниц, захватив 3000 пленных и 12 орудий. За это сражение был награждён высшей наградой Франции – знаком Большого Орла Почётного легиона. После Пресбургского мира его дивизия была расквартирована на территории Баварии.
В Прусской кампании 1806 года дивизия Леграна не успела прибыть к Йене, зато приняла активное участие в преследовании разбитых пруссаков. 25 октября осадила Магдебург, но на следующий день была заменена корпусом Нея. Дивизия продолжила погоню за неприятелем, и 5 ноября она прибыла в окрестности Любека. 6 ноября в ходе жестокого штурма город был взят и разграблен. Люди Леграна взяли 2500 пленных солдат и офицеров, 2 генералов, захватили 9 знамён и 25 орудий. 23 ноября дивизия прибыла в Берлин, где Наполеон устроил ей смотр. 
Новые боевые подвиги пришлись на февраль 1807 года. 6 февраля дивизия отчаянно дралась с арьергардом Барклая-де-Толли при Гофе. В ходе боя генерал спас жизнь полковнику 26-го лёгкого Пуже, парировав удар саблей русского кавалериста. Вновь солдаты Леграна проявили себя при Прейсиш-Эйлау 7 февраля. В ночь на 8 именно дивизия Леграна взяла этот город. В ходе дневного сражения оставалась в резерве из-за чувствительных потерь в предыдущие несколько дней. 10 июня Легран отличился при Гейльсберге, а 14 июня активно участвовал во взятии Кёнигсберга.
С конца 1807 году командовал лагерем в Мёве, где осенью 1808 года принял императора Александра, который возвращался в Россию.
23 февраля 1809 года, в день своего 47-летия его дивизия была передана в 4-й корпус маршала Массена в Армии Германии. В марте к его дивизии была добавлена баденская бригада. 3 мая его дивизия способствовала взятию города и замка Эберсберг. В битве при Эсслинге Легран демонстрирует чудеса доблести. Помещённый Массеной в деревню Гросс-Асперн, оборона которой была ему поручена, успешно отразил три атаки неприятеля, направленные против этой деревни австрийским генералом Иоганном фон Гиллером. В ходе сражения Легран был ранен и под ним убита лошадь. При Ваграме ядро сбило шляпу с головы генерала. Был при Цнайме. За эту кампанию получил Большой крест баденского ордена военных заслуг Карла-Фридриха. 11 сентября того же года заменил заболевшего Массена на посту командира корпуса, продолжив командовать дивизией. 18 января 1810 года его знаменитая дивизия была отправлена во Францию в Сент-Омер. 23 июля дивизия была расформирована, а сам генерал оставался без служебного назначения.

### Поход в Россию
21 мая 1811 года в Париже женился во второй раз. Избранницей стала Анриэтта Шерер (фр. Henriette Schérer; 1795–1848), дочка прославленного генерала Бартелеми Шерера. У пары родился сын Луи (фр. Henri Louis Alexandre Legrand; 1814—1886), который также пошёл по стопам отца и стал военным, а также унаследовал титул графа.
24 мая 1811 года Легран возглавил 1-ю дивизию Рейнского обсервационного корпуса в Булони. 18 июля 1811 года был арестован генерал Эрнуф, обвинённый Наполеоном в растратах и сдаче Гваделупы. Один только Легран постоянно навещал его. Один из фаворитов императора посоветовал ему отказаться от столь частых встреч с графом Эрнуфом и неудовольствии Наполеона по этому поводу. На это Легран ответил: «Я знаю свои обязанности перед Государем и буду знать, как их выполнить, но я знаю и те обязанности, которые налагает на меня дружба, и ничто на свете не может заставить меня предать их. Бывший соратник генерала Эрнуфа, пока обвинение против него не будет доказано, я должен и буду видеть в нём только несчастного друга».

30 августа вновь стал генеральным инспектором пехоты и 15 сентября был заменён во главе дивизии генералом Ледрю дез Эссаром.

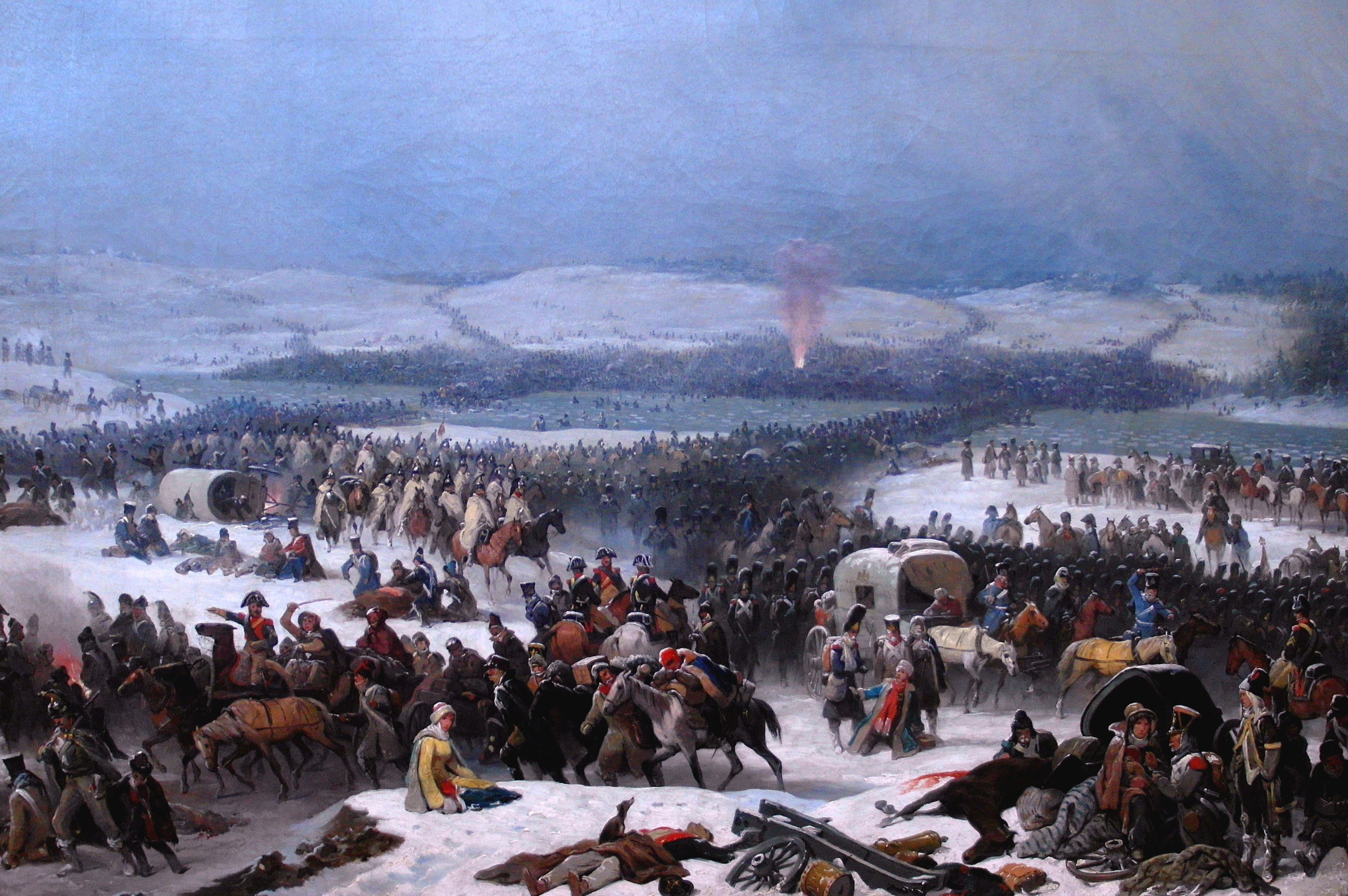
Картина Януария Суходольского, «Переправа войск Наполеона через Березину», 1859 год

С 25 декабря 1811 года командовал 6-й пехотной дивизией в составе Эльбского обсервационного корпуса. 1 апреля 1812 года его дивизия включена в состав 2-го корпуса маршала Удино. 24 июня дивизия перешла Неман у Понемуня (в р-не Ковно), наступала к Вилькомиру, потом – к Динабургу. 13 и 14 июля безуспешно атаковали тет-де-пон Динабургской крепости. Затем дивизия направилась к Дисне, прошла покинутый войсками Дрисский лагерь и 26 июля вступила в Полоцк. В авангарде 2-го армейского корпуса последовала на Себеж. После битвы при Клястицах 2-й корпус вынужден был отступить и постоянно преследовался русскими. Легран решил выйти из этого критического положения. Он немедленно сформировал свои войска в атакующие колонны, бросился на неприятеля, низверг всех, кто препятствовал его переходу, взял в плен 2000 человек, захватил 13 орудий и отбросил русских в беспорядке за Дриссу. 1 августа сражался при Боярщине. 11 августа дивизия участвовала в бою на р. Свольня и 16-18 августа – в 1-м Полоцком сражении. В решающем бою 18 августа её части захватили мызу Присменица. При Полоцке дивизия обороняла позиции на р. Полота и понесла большие потери, сам генерал был ранен, но остался в строю и под ним была убита лошадь. 21 октября он заменил раненого маршала Гувьона-Сен-Сира на посту командира 2-го корпуса. Оставив Полоцк, дивизия отступила к р. Улла, после сражения при Чашниках перешла через Сенно в Черею, 20 ноября двинулась к Борисову и 23 ноября после боя под Лошницей заняла город. 25 ноября дивизия перешла к Студенке и на другой день переправилась на правый берег р. Березина. Как и генерал Эбле, Легран прославился своими отважными действиями в сражении при Березине. 28 ноября получил тяжёлое ранение в бою с русским отрядом генерала Корнилова, из-за которого был вынужден покинуть действующую армию и вернулся во Францию.

### Последние годы жизни
5 апреля 1813 года был назначен сенатором. После выздоровления в январе 1814 года служил в корпусе маршала Ожеро. С 8 февраля 1814 года руководил организацией обороны Шалон-сюр-Сон, который в итоге был вынужден покинуть.
После отречения Наполеона Александр Легран отошёл от дел. 4 июня 1814 года Людовик XVIII даровал храброму генералу титул пэра Франции и произвёл в кавалеры ордена Святого Людовика.
От полученной при Березине раны Легран так и не оправился, и 9 января 1815 года он скончался в Париже. Последние слова генерала Леграна отразили все чувства, наполнившие его сердце: «Я могу умереть, но я оставляю сына, который будет подобен своему отцу, верен государю, чести и стране». Останки генерала Леграна перенесли в Пантеон, а имя этого достойного человека увековечили в камне Триумфальной Арки.
По словам историка Виктора Трембле: «Воин без страха и упрёка, чуждый всем гражданским раздорам, генерал Легран заставил всех солдат считать себя офицером первой степени; он был отцом солдата, который всегда уверенно маршировал под его командованием; он унёс с собой в могилу вселенские сожаления».
Знаменитый художник Ипполит Беланже считал Александра: «Одним из самых храбрых и гуманных генералов французской армии».

## Воинские звания
- Солдат (16 марта 1777 года);
- Капрал (3 февраля 1781 года);
- Сержант (1 января 1782 года);
- Старший сержант (1 июня 1786 года);
- Подполковник (5 марта 1792 года);
- Бригадный генерал (20 сентября 1793 года);
- Дивизионный генерал (20 апреля 1799 года).

## Титулы

Герб графа

- Граф Легран и Империи (фр. comte Legrand et de l'Empire; декрет от 19 марта 1808 года, патент подтверждён 2 июля 1808 года в Байонне)[8];
- Пэр Франции (фр. pair de France; 4 июня 1814 года).

## Награды
Легионер ордена Почётного легиона (11 декабря 1803 года)
 Великий офицер ордена Почётного легиона (14 июня 1804 года)
 Знак Большого Орла ордена Почётного легиона (26 декабря 1805 года)
 Большой крест баденского ордена военных заслуг Карла-Фридриха (1 августа 1809 года)
 Кавалер военного ордена Святого Людовика (27 июня 1814 года)
- 12 049 франков ежегодной ренты от Великого княжества Варшавского (30 июня 1807 года)
- 5 882 франков годовой ренты в бухгалтерской книге государственного долга (23 сентября 1807 года)
- 30 000 франков ренты на зарезервированное имущество в Вестфалии (10 марта 1808 года)
- 10 000 франков годовой ренты на зарезервированное имущество в департаментах Таро и Арно (1 января 1812 года)